# Dometa Point
Der Dometa Point (englisch; bulgarisch нос Домета nos Dometa) ist eine niedrige und unvereiste Landspitze an der Südküste der Byers-Halbinsel im Westen der Livingston-Insel im Archipel der Südlichen Shetlandinseln. Sie liegt 4,21 km ostnordöstlich des Nikopol Point, 4,64 km südöstlich des Chester Cone, 1,11 km südsüdwestlich des Negro Hill und 8,7 km westnordwestlich des Elephant Point.
Britische Wissenschaftler kartierten sie 1968, spanische 1992 und bulgarische 2005 sowie 2009. Die bulgarische Kommission für Antarktische Geographische Namen benannte sie nach Dometa, Verwalter der Provinz Kutmičevica während der Mission des Kliment von Ohrid unter Zar Boris I. im 9. Jahrhundert.